# Погуляйко Юрій Михайлович
Юрій Михайлович Погуляйко (нар. 12 листопада 1978, с. Верхньошевирівка, Краснодонський район, Луганська область) — український юрист, державний службовець.
Голова Волинської обласної державної адміністрації з 2 грудня 2019 р. до 8 листопада 2024 року.

## Життєпис

### Освіта
Закінчив Луганський державний аграрний університет (менеджер організацій і підприємств), Міжрегіональну Академію управління персоналом (юрист), Академію управління Міністерства внутрішніх справ (юрист).

### Трудова діяльність
Погуляйко працював дільничним інспектором міліції, оперуповноваженим відділення Державної служби боротьби з економічною злочинністю Краснодонського міського відділу УМВС України Луганської області. Проходив службу на посадах рядового та начальницького складу в органах внутрішніх справ МВС України в Миколаївській, Дніпропетровській, Чернігівській та Луганській областях, потім — в Національній поліції.
Служив у податковій міліції Головного управління ДФС Донецької області. Він обіймав посаду першого заступника голови Луганської облдержадміністрації (з 22 серпня 2019 р.).
28 жовтня 2019 року Кабінет Міністрів підтримав призначення Погуляйка на посаду голови Волинської ОДА.
30 жовтня 2019 року на позачерговій сесії депутати Волинської обласної ради ухвалили звернення до Президента України, у якому висловили незгоду з кадровим рішенням Кабінету міністрів України про погодження призначення головою Волинської обласної державної адміністрації Юрія Погуляйка, та закликали «виправити цю помилку і призначити на Волинь місцевого представника».
З 2 грудня 2019 до 8 листопада 2024 року — голова Волинської обласної державної адміністрації.

### Критика
9 квітня 2020 року фракція ВО «Свобода» у Волинській обласній раді заявила про нав'язування російської мови, нехтування правилами етичної поведінки держслужбовцями ОДА та недотримання ними вимог Конституції України та законів України «Про забезпечення функціонування української мови як державної» та «Про засади державної мовної політики».

## Особисте життя
Одружений, має двох дітей.